# Warburg-hipotézis
A Warburg-feltevés a rák kifejlődéséről szóló elmélet. Nevét Otto Heinrich Warburg (1883–1970) Nobel-díjas biokémikus orvosról kapta.
Ő a rákos sejtek megfigyelése során szokatlanul magas laktáz-értéket tapasztalt, holott a tejsavak jellegzetesen erjedési termékek.

## Feltevés
Warburg ezekből a megfigyelésekből fejlesztette ki 1924-ben a rák kifejlődésének egyik elméletét. Ez azt mondja ki, hogy a rákos sejtek a szükséges energiájukat inkább a szőlőcukor anaerob erjedéséből (tejsavas erjedés) nyerik, és ezáltal az oxigén nem feltétlenül szükséges a rák növekedéséhez. A rákos sejtben a mitokondrium működésének zavara a rák kialakulásának fő oka.
A rákos sejtek főként erjesztik a szőlőcukrot annak lebontása helyett.
A lehetséges növekedéshez a tumorsejtnek energiára van szüksége. A növekedés gyorsasága e sejt anyagcseréjétől függ, valamint a kedvező környezettől. Az állati sejt az energiáját a mitokondriumban egyrészt a szőlőcukor oxidatív lebontásából, másrészt tejsavas erjesztésből is nyeri, amikor a szőlőcukrot oxigén hiányában erjeszti.
A két energianyerési folyamat hasonlít egymásra a szőlőcukor lebontásában, az erjesztésénél a lebontás itt befejeződik, a glükolízis során keletkező termékek tejsavvá alakulnak. A sejtlélegzés során viszont a cukorszerkezetet tovább bontjuk. Csak ennél a maradéktalan lebontásnál van szükség oxigénre. Ezt a folyamatot lélegzési láncnak hívjuk, és az energianyerésért felelős mitokondriumban történik.
Egészséges sejtek csak oxigénhiánykor állnak át az erjesztésre. A gyakorlatlan izmok oxigénhiányos állapotba kerülhetnek, ha hirtelen igénybe vesszük ezeket. Az erősen megterhelt izomban tejsav halmozódik fel. A rákos sejtek viszont mellőzik a sejtlélegzést akkor is, amikor elegendő oxigén állna rendelkezésre.
A Warburg-feltevést 2006-ig sem igazolni, sem megcáfolni nem sikerült. Rá hivatkoznak egyes alternatív orvoslási eljárások a rák kezelésére, mint például az úgynevezett Kremer Heinrich -féle „sejtszimbiózis” -kezelés, vagy étkezési tanácsok, mint a Budwig Johanna -féle Budwig-diéta.
Warburg szerint a rákos sejtet az egészséges sejttől a gyengébb sejtlélegzés különbözteti meg. A kutató feltételezte, hogy a rákos sejt anyagcseréjének megváltozása nem csak tünete, hanem oka is a tumorsejtek agresszív növekedésének.
2006-ban jénai kutatók közzétettek egy munkát, ami a Warburg feltevésre támaszkodik. A kutatók munkájukban  kísérleti állatok vastagbélrákjának egyik alakjában kimutatták, hogy szőlőcukor aerob elégetésének kikényszerítése a rákfejlődést gátolja. Ehhez a Frataxin fehérjét használták, amit géntechnika segítségével a mitokondriumba becsempésztek. Egy második kísérletben ösztönözték a szőlőcukor anaerob erjedéséét, és ekkor viszont a többszörös tumornövekedést tapasztaltak. Hasonló eredményt mutatott fel egy darmstadti csoport is.
A Warburg-hatás kiindulópontja lehet egy jövőbeni, rákkezelésre alkalmas glükolízis-gátló gyógyszernek. Így többször igazolták, hogy a tumorsejt energiaellátása (=glükolízis+glutaminolízis)  megfelelő gyógyszerezéssel gátolható és ezáltal a Warburg-hatás felülvizsgálható lenne

## Fordítás
Ez a szócikk részben vagy egészben  a   Warburg-Hypothese című német Wikipédia-szócikk fordításán alapul.  Az eredeti cikk szerkesztőit annak laptörténete sorolja fel. Ez a jelzés csupán a megfogalmazás eredetét és a szerzői jogokat jelzi, nem szolgál a cikkben szereplő információk forrásmegjelöléseként.